# Dragon: The Bruce Lee Story (datorspel)
Dragon: The Bruce Lee Story är ett slagsmålsspel baseratt på filmen med samma namn.

### Fotnoter
1. ↑  ”Dragon: The Bruce Lee Story” (på svenska). Club Nintendo (Kungsbacka: Atlantic) (1 1995):  sid. 7. januari 1995. Läst 23 april 2014.